# Bananas
A 2003-ban megjelent Bananas a Deep Purple 17. stúdióalbuma. Ez az első albumuk, melyen a billentyűs posztján Don Airey található, aki az alapító tag Jon Lord távozása után került a zenekarba. Az album utolsó száma, a Contact Lost egy Steve Morse által írt instrumentális szóló a Columbia űrrepülőgép űrhajósainak emlékére. Az I've Got Your Number eredetileg Off the Wall címmel szerepelt néhány évvel korábbi előadásaikon. Az albumról a koncertkörúton hat számot játszottak. Több szám írásában a producer Michael Bradford is részt vett.

## Az album dalai
1. "House of Pain" (Ian Gillan, Michael Bradford) – 3:34
2. "Sun Goes Down" (Gillan, Roger Glover, Ian Paice, Steve Morse, Don Airey) – 4:10
3. "Haunted" (Gillan, Glover, Paice, Morse, Airey) – 4:22
4. "Razzle Dazzle" (Gillan, Glover, Paice, Morse, Airey) – 3:28
5. "Silver Tongue" (Gillan, Glover, Paice, Morse, Airey) – 4:03
6. "Walk On" (Gillan, Bradford) – 7:04
7. "Picture of Innocence" (Gillan, Glover, Paice, Lord, Morse)– 5:11
8. "I Got Your Number" (Gillan, Glover, Lord, Paice, Morse, Bradford) – 6:01
9. "Never a Word" (Gillan, Glover, Paice, Morse, Airey) – 3:46
10. "Bananas" (Gillan, Glover, Paice, Morse, Airey) – 4:51
11. "Doing It Tonight" (Gillan, Glover, Paice, Morse, Airey) – 3:28
12. "Contact Lost" (Morse) – 1:27

## Közreműködők
- Ian Gillan – ének
- Steve Morse – gitár
- Don Airey – billentyűsök
- Roger Glover – basszusgitár
- Ian Paice – dob